# Sphaerotilus natans
Sphaerotilus natans är en bakterie i ordningen Burkholderiales. Bakterien är den vanligaste organismen i den slemmiga avlagringen som kallas avloppssvamp.
De stavformiga cellerna bildar långa kedjor. Ensamma celler har flera flageller för att röra sig. De ihopkopplade cellerna omslutas av ett rörformigt hölje och hela konstruktionen påminner om mjuk tråd. Trådarna är fästade med varandra på en sida och liknar svampmycel i utseende. På trådarna sitter vanligen andra bakterier och andra encelliga organismer.
Bakteriesamhället klarar sig i vatten med mycket lågt syrehalt. I avloppsrör med avloppssvamp minskar strömmen och de kan helt täppas igen. Bakterien är även ett problem för reningsverk.